# Avril 1859

## Événements
- 20 avril (Insulinde)[1] : accord entre le Portugal et les Pays-Bas qui se partagent Timor et les îles avoisinantes.
  - Vente par le Portugal aux Hollandais du royaume de Larantuka dans l'est de Florès.
- 22 avril : 
  - Le corps expéditionnaire français bat l'armée annamite (Viêt Nam).
  - Le maréchal et comte Achille Baraguey d'Hilliers est nommé commandant du 1er corps d'armée, et le général Niel, commandant du 4e corps de l'armée.
- 23 avril : le général Le Bœuf reçoit le commandement en chef de l'artillerie. Le maréchal Pélissier reçoit le commandement d'une armée d'observation à Nancy, et le maréchal Randon est nommé major général de l'armée des Alpes.

## Naissances
- 8 avril :
  - Edmund Husserl, philosophe, logicien et mathématicien allemand († 26 avril 1938).
  - Stanisław Wolski, peintre polonais († 2 mai 1894).
- 23 avril : Casimir Mordasewicz, peintre polonais († 12 novembre 1923).
- 24 avril : Harry Turley, homme politique australien († 5 juin 1929).

## Décès
- 4 avril : Henri Boug d'Orschwiller (né le 12 juillet 1783), peintre de paysages et graveur français.
- 16 avril : Alexis de Tocqueville, écrivain français et homme politique visionnaire (54 ans)